# عبيدة بن معتب الضبي
عُبيدة بن معتب الضبي أبو عبد الكريم الكوفي، أحد رواة الحديث النبوي المتروكين.

## روايته للحديث النبوي
- روى عن: إبراهيم النخعي، وحبيب بن أبي ثابت، وأبي وائل شقيق بن سلمة الأسدي، وعاصم بن بهدلة، وعامر الشعبي، ونسير بْن زعلوق، وأبي عُبَيد أحد أَصْحَاب الْحَسَن البَصْرِيّ، وأبي مَالِك الأَنْصارِيّ.
- روى عنه: جرير بن عبد الحميد، وزيد بْن أَبي أنيسة، وسعد بْن الصلت البجلي قاضي شيراز، وسَعِيد بْن يَحْيَى اللخمي، وسفيان الثوري، وشعبة بن الحجاج، وعبد الله بن نمير، وعبد الرحمن بْن سُلَيْمان بْن أَبي الجون، وعبد الرحيم بْن سُلَيْمان، وعُبَيدة بن حميد، وعدي بن الفضل، وعلى بن مسهر، وعُمَر بْن شبيب المسلي، والفضل بْن موسى السيناني، ومُحَمَّد بْن الْحَسَن الواسطي، ومحمد بن فضيل، ومصعب بن سلام، وهشيم بن بشير، ووكيع بن الجراح، ويحيى بْن عيسى الرملي، ويَعْلَى بْن عُبَيد الطنافسي.[1]
- الجرح والتعديل: قال محمد بن سعد البغدادي: «يكنى أبا عبد الكريم، وكان مكفوفًا، ضعيفًا جدًا، وقد روى عنه سفيان الثوري»،[2] وقال أحمد بن حنبل: «ترك النَّاس حَدِيث عُبَيدة الضبي وهُوَ عُبَيدة بْن معتب»، وضعفه يحيى بن معين، وقال النسائي: «ضعيف، وكَانَ قَدْ تغير»، وقال أبو حاتم الرازي: «ضعيف الحديث»، وقال ابن عدي: «وهُوَ مَعَ ضعفه يكتب حديثه»، وقال أبو زرعة الرازي: «ليس بقوي»، وَقَال ابن حبان: «كان ممن اختلط بأخره، حتى جعل يحدث بالاشياء المقلوبة عن أقوام أئمة، ولم يتميز حديثه القديم من حديثه الجديد؛ فبطل الاحتجاج به»، وَقَال ابن خزيمة في صحيحه: «لا يجوز الاحتجاج بخبره عندي، له معرفة بالأخبار»، استشهد به البخاري، وروى له أبو داود، والترمذي، وابن ماجة.[1]